# Млинівка (притока Дуби)
Мли́нівка (пол. Radowa) — гірська річка в Україні, у Рожнятівському районі Івано-Франківської області у Галичині. Права притока Дуби, (басейн Дністра).

## Опис
Довжина річки 22 км, похил річки 20 м/км, площа басейну водозбору 39,0 км², найкоротша відстань між витоком і гирлом — 13,4 км, коефіцієнт звивистості річки — 1,64. Формується багатьма безіменними струмками. Річка тече у гірському масиві Ґорґани.

## Розташування
Бере початок на південно-західних схилах гори Голиця (925 м) на південно-західній стороні від села Закерничне. Спочатку тече переважно на північний схід через урочище Під Заступка, селище Перегінське і повертає на північний захід. Даді тече через Вільхівку і на південно-східній околиці села Цінева впадає у річку Дуба, праву притоку Чечви.

## Цікавий факт
- Біля села Цінева у пригирловій частині річки розташований водяний млин[4].